# Nibble
Nibble (även skrivet nybble) är en enhet för digital information. En nibble utgörs av en grupp om 4 bitar, det vill säga vanligen en halv byte (egentligen: en halv oktett).
4 bitar kan anta 24 = 16 olika värden. Om bitarna ges värdena 8, 4, 2 respektive 1, kan talen 0–15 (en hexadecimalsiffra) representeras: 8+4+2+1=15. 
I dataålderns begynnelse började man kalla grupper om 6 eller 8 bitar för en bite, vilket på engelska betyder ’bett, tugga’. För att inte förväxla bite med bit så valde man att byta ut i mot y. Således fick det heta byte, vilket så småningom standardiserades till 8 bitar. En halv byte kunde på den tiden vara så betydelsefull att det fick ett eget namn, nibble, som på engelska betyder ’nafs’ eller ’liten tugga’.
I dag används måttet sällan. Ett av få användningsområden är vid räkning. En nibble kan representera en siffra i det hexadecimala talsystemet eller en binärkodad decimalsiffra. Talet 4AC16 kräver tre nibble vid lagring som sådant, medan talet som decimalkodat (119610) kräver fyra nibble. Vid representation av binärtal eller godtyckligt binärdata använder man ofta det hexadecimala talsystemet, varvid varje byte representeras av två hexadecimalsiffror, alltså varje nibble av en hexadecimalsiffra.